# بوعروص
بوعروص هي عبارة عن قرية تابعة لبلدية عين بويحيى ولاية عين الدفلة تبعد عن مركز البلدية حوالي 8 كلم شمالا .
و هذه القرية العريقة كانت عبارة عن قرى متناثرة هنا وهناك إلا ان تم جمعهم في مكان واحد أثناء العشرية السوداء .
ذاق سكان هذه المنطقة مرارة التهميش و الامبالات من طرف السلطات . عدم توفر متطلبات الحياة و غياب الظروف الصحية فيها

## الموقع

### الحدود
‌